# 藤井流星
藤井 流星（ふじい りゅうせい、1993年〈平成5年〉8月18日 - ）は、日本の歌手、アイドル、タレント、俳優。男性アイドルグループ・WEST.（旧ジャニーズWEST）のメンバー。
大阪府出身。STARTO ENTERTAINMENT所属。

## 来歴
母親がジャニーズ事務所に履歴書を送り、オーディションに呼ばれるが、サッカーに夢中で当日も試合があったため、最初は行くのを拒否していた。しかし偶然雨が降ったり、母親から5000円をもらえたことで参加することになる。オーディションではダンスの課題が出されたが、ダンススクールに通っていた経験から他の受験者よりも早く覚えることができ、自主練の時間になった途端に1人だけ座ったところ合格。2006年10月に13歳で入所する。同期に中山優馬、重岡大毅、向井康二がいる。その後、TOP KidsやHey! Say! 7 WEST、中山優馬 w/7 WESTのメンバーとしても活動する。
2008年8月、『DRAMATIC-J 僕らのミラクルサマー』にてドラマ初出演。
2014年4月、「ええじゃないか」で、ジャニーズWESTのメンバーとしてCDデビューを果たす。同年7月、『アゲイン!!』にて連続テレビドラマ初主演を務める。
2015年4月、フジテレビ系『ようこそ、わが家へ』へで月9ドラマ初出演。主演を務めた嵐の相葉雅紀とは、このドラマをきっかけに親交を深める。　
2018年1月、シソンヌじろうが初脚本を手掛けた日本テレビ系『卒業バカメンタリー』にて、メンバーの濵田崇裕とW主演を務めた。同ドラマの主題歌となったジャニーズWEST「ドラゴンドッグ」のMV冒頭では、2人がドラマのキャラクターに扮して出演している。
2020年4月、日本テレビ系『正しいロックバンドの作り方』ではメンバーの神山智洋とW主演を務め、同年8月には舞台化もされた。主題歌『証拠』のカップリングには、同ドラマにインスパイアされ、神山と共同で制作した楽曲「ANS」が収録された。
2021年1月、フジテレビ系『VS魂』のレギュラーメンバーに抜擢された。
2024年10月30日、公式Instagramを開設。

## 人物
「ジャニーズWESTイチの天然」として知られ、「雑誌の取材中、水を口に含んだまま喋り出した」「ふたの空いた飲み物を持ったまま話し込み、話が盛り上がり、身振りが大きくなった結果飲み物をぶちまけた」など、メンバーより度々そのエピソードが語られる。
メンバーの小瀧望とは、関西ジャニーズJr.時代からシンメトリーのポジションで踊っていた。2人とも長身でモデル体型であるため、ファンからは「ツインタワー」と呼ばれている。2022年1月期のドラマ、テレビ朝日系オシドラサタデー『鹿楓堂よついろ日和』には、主演を務める小瀧望の双子の兄役として出演。事前予告はなく、第一話でのサプライズ登場だったことも含め、ツインタワーの双子役は話題となった。
同じグループの中間淳太、小瀧望と一緒に演出を担当した2019年ライブツアー『WESTV!』を皮切りに、グループの中ではライブ演出を担当している。演出家として師事しているのが、嵐のライブ演出を手がける松本潤。『ARASHI Anniversary Tour 5×20』の名古屋公演に出向き、2日間松本にベタ付きして演出を学んだり、海外アーティストの公演視察へ同行するなどのエピソードがある。松本は、「観たい、勉強したいという後輩は他にもいますが、ここまで行動力のある後輩は流星がはじめて。」とその熱意を絶賛。メンバーも松本に師事してからの藤井について、ライブ演出との向き合いが変化したと語っていた。その他、2020年6月、コロナ禍でのステイホーム期間中にメンバーが企画・リレー形式で制作した楽曲「はんぶんこ」のMVも、メンバーがそれぞれ撮影した映像を藤井が繋ぎ合わせ編集した。
妹は、元E-girlsの藤井萩花、藤井夏恋。2人のSNSでは度々兄妹間の交流が報告され、仲の良さを垣間見ることができる。

## 受賞歴
- TVnaviドラマ・オブ・ザ・イヤー2013・新人男優賞『ミス・パイロット』[4]

## 出演
個人での出演のみ記載。グループとしての出演はTOP Kids、7 WEST#出演、中山優馬 w/7 WEST#出演、WEST.#出演を参照。
主演作品は太字表記

### テレビドラマ
- DRAMATIC-J 僕らのミラクルサマー（2008年8月4日・8月11日、関西テレビ） - 涼太 役
- サムライ転校生 〜我ガ道ハ武士道ナリ〜（2009年3月28日、関西テレビ） - 加東竜介 役
- DRAMADA-J いつかの友情部、夏。（2009年9月10日 - 9月24日、関西テレビ） - 太田亘 役
- 誰も知らないJ学園（関西テレビ）
  - 連獅子の舞（2010年5月12日） - 近藤アツシ 役
  - 卒業〜遭難する視聴覚室（2010年7月7日） - アツシ 役
- ミス・パイロット（2013年10月 - 12月、フジテレビ） - 山田一男 役
- SHARK（2014年1月 - 3月、日本テレビ） - 北川和月 役
- アゲイン!!（2014年7月 - 9月、毎日放送制作・TBS） - 主演・今村金一郎 役[12]
- ようこそ、わが家へ（2015年4月 - 6月、フジテレビ） - 辻本正輝 役[35]
- サムライせんせい（2015年10月 - 12月、テレビ朝日）[36] - 佐伯寅之助 役
- レンタル救世主（2016年10月 - 12月、日本テレビ） - 葵伝二郎 役[37]
- 卒業バカメンタリー（2018年1月 - 3月、日本テレビ） - 主演・堀口学 役（濵田崇裕とW主演）[38]
- 黄昏流星群（2018年10月 - 12月 、フジテレビ） - 日野春輝 役[39]
- 正しいロックバンドの作り方（2020年4月20日 - 6月22日、日本テレビ） - 主演・赤川静馬 役（神山智洋とW主演）[40]
- 鹿楓堂よついろ日和（2022年1月15日 - 3月19日、テレビ朝日） - 東極八京 役[41][注 1]
- DCU〜手錠を持ったダイバー〜 第5話（2022年2月20日、TBS） - 中林守 役[43]
- 警視庁考察一課（2022年10月17日 - 、テレビ東京） - 藤井龍 役[44]
- 18歳、新妻、不倫します。（2023年10月15日 - 12月18日、朝日放送テレビ・テレビ朝日） - 主演・藤宮煌 役[45][46]
- キスでふさいで、バレないで。（2025年2月4日 - 4月8日、読売テレビ） - 主演・塩谷大輔 役（紺野彩夏とW主演）[47]
- スティンガース 警視庁おとり捜査検証室（2025年7月22日 - 、フジテレビ） - 乾信吾 役[48]

### バラエティ
- めざましテレビ（2019年9月、フジテレビ） - 2019年9月度マンスリーエンタメプレゼンター[49]
- VS魂（2021年1月3日 - 2022年4月21日、フジテレビ） - 魂チームのレギュラー[50]
  - VS魂グラデーション（2022年4月28日 - 2023年9月28日、フジテレビ） - 魂チームのレギュラー[51][52]
- ジャニーズWEST桐山&流星のサシタビ!!（2023年3月21日、テレビせとうち）[53]

### Webドラマ
- 炎の転校生 REBORN（2017年、Netflix）

### Web番組
- 〜村上信五と初サシで生トーク！〜「Johnny's Village #3」（2021年6月25日、Johnny's net online）[54]
- ヒミツの鹿楓堂（2022年1月23日 - 2月20日、TELASA）[55]

### 映画
- 寮フェス! 〜最後の七不思議〜（2012年） - 龍造寺文也 役
- 関西ジャニーズJr.の京都太秦行進曲!（2013年） - 瀬戸口裕 役
- 映画 賭ケグルイ 絶体絶命ロシアンルーレット（2021年） - 視鬼神真玄 役[56]

### CM
- ストライプインターナショナル「earth music&ecology」（2018年10月 - ）※関西限定[57][58]

### 舞台
- 正しいロックバンドの作り方 夏（2020年8月9日 - 30日、東京グローブ座 / 9月2日 - 8日、梅田芸術劇場 シアター・ドラマシティ） - 主演・赤川静馬/シズマ 役（神山智洋とW主演）[59]
- ハロルドとモード（2021年9月30日 - 10月14日、EXシアター六本木 / 10月16日 - 18日、森ノ宮ピロティホール） - ハロルド 役[60]
- NOISES OFF（2023年11月4日 - 12日、森ノ宮ピロティホール / 11月16日 - 29日、EX THEATER ROPPONGI / 12月4日 - 10日、キャナルシティ劇場） - 主演・藤井流星 役[61][62]

## 作品

### ソロ曲

#### CD収録曲
- FLOWER OF ROMANCE -『rainboW』〈初回盤B〉収録

### ユニット曲
- New Again! Again and Again!（VS魂）- 未音源化作品

## 書籍

### 雑誌連載
- 東京ニュース通信社『週刊TVガイド』「週刊VS魂ガイド」（2021年2/5号 - 2023年9/29号） - 「VS魂」とのコラボ連載。[63][64]
- KADOKAWA『月刊ザテレビジョン』「Team 魂通信」（2021年5月号 - ） - 『VS魂』とのコラボ連載。[65]